# Чанчжоуский метрополитен
Чанчжоуский метрополитен (кит. 常州地铁) — действующая с 2019 года система метро в городе Чанчжоу (Китай).

## История
Строительство было начато 28 октября 2014 года.
Открытие 1-й линии длиной 34,2 км с 29 станциями состоялось 21 сентября 2019 года.

## Система

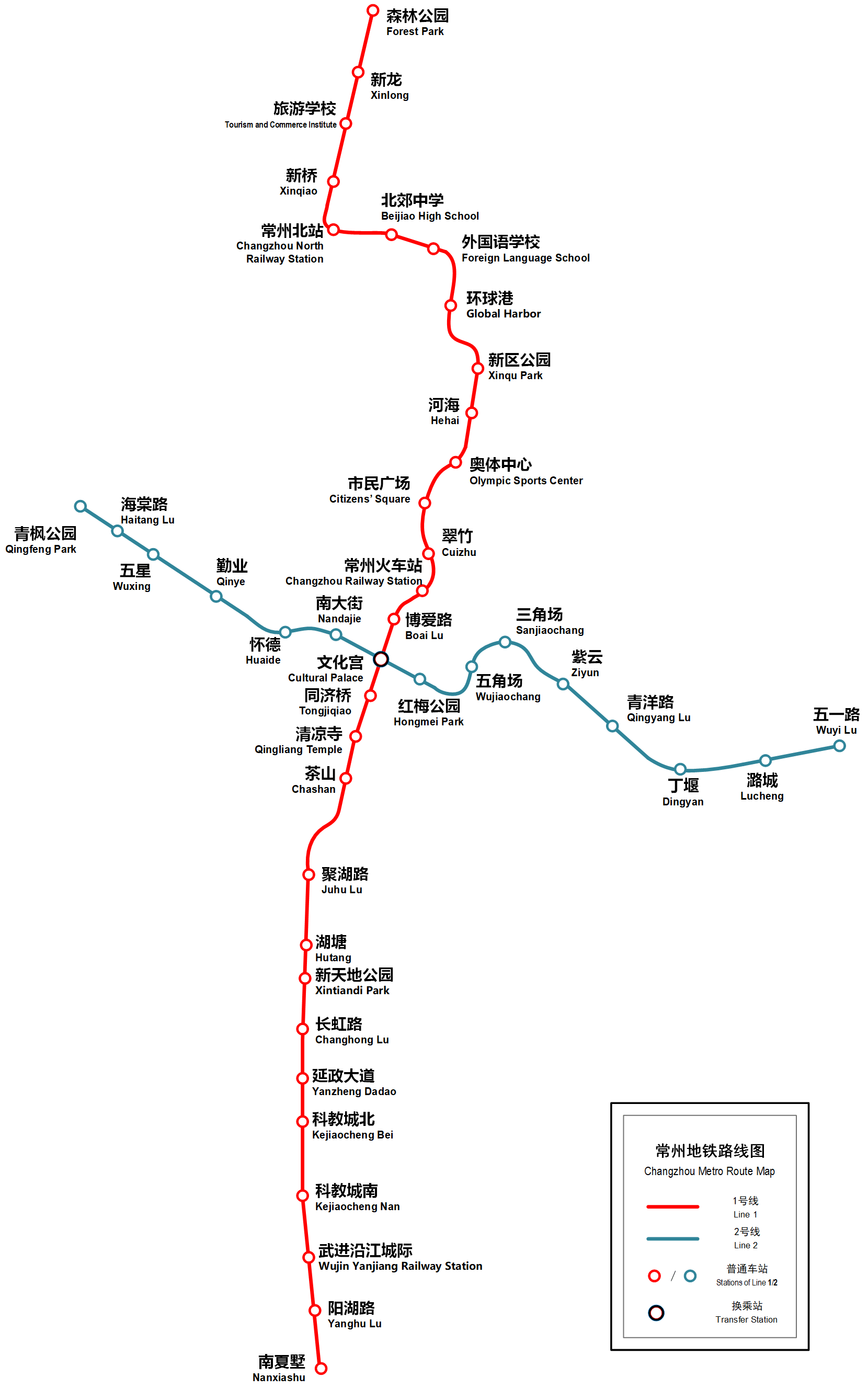

- Линия 1 (красная) — 1-й участок открылся 21 сентября 2019 года. Длина — 34,2 км, 29 станций.
- Линия 2 (синяя) — 1-й участок открылся 28 июня 2021 года. Длина — 19,8 км, 15 станций.[1]